# Anri Gec
Anri Gec (fr. Henri Goetz, pravim imenom engl. Harry Bernard Goetz; Njujork, 29. septembar 1909 — Nica, 12. avgust 1989) bio je francuski slikar i grafičar američkog porekla. .

## Biografija
Anri Gec provodi detinjstvo u Njujorku, gde završava srednju i osnovnu školu. U osamnaestoj godini odlazi u Boston, gde se upisuje na prestižni Massachusetts Institute of Technology, na kome studira za inženjera elektrotehnike. U to vreme počinje njegovo interesovanje za umetnost. Godine 1929, Gec se upisuje na Harvard, gde prati između ostalog i predavanja istrorije umetnosti. Iste godine napusta univerzitet da bi se posvetio slikarstvu, upisujući Grand Central Art School u Njujorku. U njemu se budi želja za odlaskom u Pariz, o čijim je umetničkim ateljeima slušao priče svojih kolega.

### Odlazak u Pariz
Gec stiže u Francusku brodom, iskrcavši se u Avru na francuski nacioalni praznik, 14. jula 1930. Upisuje se u više pariskih akademija (Académie Julian, Académie de la Grande Chaumière), neko vreme je đak i kod Amedea Ozenfana. Nastanjuje se na Monparnasu. Upoznaje se sa umetnošću Pikasa, Braka, Matisa, Ruoa, Klea i Kandinskog. Septembra 1935. godine upoznaje Kristinu Bumester (Christine Boumeester), takođe umetnicu, koja postaje njegova supruga decembra iste godine. Gec i Kristina upoznaju Hansa Hartunga, apstraktnog slikara, sa kojim će razviti doživotno prijateljstvo.

### Nadrealistički period
Nakon 1936, Gec počinje da slika sa sve manje referenci na stvarni svet, približavajući se nadrealističkom pokretu, čije aktere upoznaje, između ostalih i Andre Bretona, posredstvom pesnika Huana Bree (Juan Bréa). Upoznaje takođe i Raula Ubaca (Raoul Ubac), Oskara Domingeza (Oscar Dominguez) i Bendžamina Perea (Benjamin Péret). Gecovo slikartsvo je nepredmetno i duboko prožeto nadrealističkom atmosferom.
Nakon izbijanja Drugog svetskog rata, Gec odlučuje da ostane u Francuskoj. Kao američki državljanin, bio je zaštićen od mobilizacije i prinudnog rada. Svoja slikarska umeća stavlja u službu pokreta otpora, izrađujući lažna dokumenta za članove pokreta otpora i Jevreje. Nakon što 1942. godine Amerika ulazi u rat, Gec je prinuđen da se krije, kao strani državljanin. Obeleženi kao članovi pokreta otpora, prinuđeni su da napuste Pariz i povuku se na slobodnu teritoriju na jugu Francuske. Tamo Gec upoznaje druge umetnike koji su se takođe sklonili pred Nemačkom okupacijom, među njima Fransisa Pikabiju (Francis Picabia), Hansa Arpa (Hans Arp), Nikolu de Stala (Nicolas de Staël).
Po oslobođenju, Anri Gec se vraća u Pariz i nastanjuje u svom novom ateljeu u ulici Notre-Dame des Champs, takođe na Monparnasu. Godine 1947, budući poznati francuski reditelj Alan Rene (Alain Resnais) snima kratkometražni film o Gecu, o njegovoj supruzi Kristini i Hansu Hartungu. Dve godine kasnije, Gec i Kristina dobijaju francusko državljanstvo.

### Apstraktni period
Negde već nakon 1947. godine, slikarstvo Anrija Geca polako napušta nadrealističku koncepciju i prelazi u čisto apstraktni izraz. Gecovo apstraktno slikarstvo je blisko apstrakciji kakvu praktikuju Hartung, Sulaž ili Šnajder. Do šezdesetih godina, Gec eksperimentiše i otkriva, na putu ka otkrivanju sopstvenog izraza. Krajem tog perioda, Gec još jednom menja lokaciju svog ateljea, i seli se u ulicu Grenelle u sedmom pariskom arondismanu, nedaleko od Ajfelove kule. Njegovo slikarstvo ulazi u nešto što bi se moglo nazvati lirskim periodom, pod velikim uticajem prakse slikanja u eksterijeru, pri čemu Gec ne transkribuje verno elemente pejzaža, već u sliku ugrađuje isključivo njegovu atmosferu, svetlost, boje. Nakon sredine sedamdesetih godina, Gec se vraća praksi slikanja u ateljeu. „Ne moram više da posmatram prirodu, ona je sada u meni” (Je n’ai plus besoin de regarder la nature : elle est en moi maintenant), izjavljuje umetnik. 1971. godine od posledica raka umire Kristina, Gecova supruga. Nakon toga, Gec živi samo za svoje slikarstvo.
Oslabljenog zdravlja, Gec je primljen u bolnicu u Nici u julu 1989, godine. Izvrašava samoubistvo 12. avgusta, bacivši se sa petog sprata bolnice. Sahranjen je na pariskom groblju Monparnas

## Grafičko delo
Gec počinje da se bavi grafikom 1940. godine. Ukupni grafički opus se procenjuje na nekih 650 grafika. Najveći deo se nalazi u odseku za grafiku Nacionalne biblioteke Francuske. Najveći doprinos Anrija Geca savremenoj grafici je otkriće grafičke tehnike u kojoj se upotrebljava silicijum karbid, poznat i pod nazivom karborundum. Silicijum karbid je izuzetno tvrd abraziv, i nalazi svoju osnovnu primenu u industriji. Ovu novu tehniki je Gec opisao u priručniku koji je izdao 1969. godine.
Tehnika se zasniva na principu duboke štampe, ali umesto da se ploča obrađuje hemijskim putem da bi se postigli razni tonovi, na nju se dodaju razni materijali, od kojih najviše karborundum, koji preuzima ulogu zrna u akvatinti i zadržava boju prilikom štampe. U zavisnosti od finoće zrna karborunduma koji se upotrebljava, dobijaju se svetliji ili tamniji tonovi slični onim koji se postižu akvatintom, ili razni drugi likovni efekti, otisci tekstura, i slično. Karborundum se na ploče fiksira lakovima ili lepkom. Kao podloga se mogu upotrebljavati klasične bakarne ili cinkane ploče, tvrdi kartoni, pleksiglas. Upotrebu karborunduma je moguće kombinovati sa drugim materijalima, a princip ove tehnike dopušta svakom umetniku da sam pronađe odgovarajuži materijal blizak svom likovnom izrazu.

## Pedagoški rad
Sa pedagoškim radom je Gec počeo već 1949. godine. Predavao je slikarstvo u više akademija, dok 1965. nije otvorio svoju sopstvenu akademiju, pod nazivom Académie Goetz, koja se nalazila na Monparnasu, u pasažu du Départ, a zatim u ulici des Lyonnais od 1975. godine. U njegovoj akademiji su se predavale i grafičke tehnike, ali je Gec taj deo prepuštao mlađim umetnicima, koji su svi uglavnom bili njegovi bivši đaci. Sa pedagoškim radom je prestao 1984. godine. Akademija je neko vreme bila aktivna i nakon Gecove smrti.

## Muzej Gec-Bumester
Dela Anrija Geca se nalaze u brojnim privatnim i javnim kolekcijama u Francuskom, Nemačkoj, Španiji, Italiji i drugim evropskim zemljama, kao i u Americi, Japanu, Brazilu, Jerusalimu. Muzej posvećen anriju Gecu i Kristini Bumester (Musée Goetz-Boumeester) je otvoren 1983. godine u Vilfranš-sir-Mer (Villefranche-sur-Mer) gde je bračni par posedovao kuću i atelje, i provodio dosta vremena, naročito u letnjem preiodu.

## Literatura
- Henri Goetz, catalogue d'exposition, Montpellier, Galerie Hélène Trintignan, 2009.
- Goetz, Henri (2001). Ma vie, mes amis. Paris, Climats.
- Henri Goetz, Catalogue raisonné, Peintures – oeuvres sur papier, Tome I, 1930—1960, Frédéric Nocera, 2001.
- Geay, Jean-Pierre (1989). Goetz. Paris, Cercle d'Art.
- Rousseau-Leurent, Maurice (1985). Gravure au carborundum / Carborundum engraving. Monte-Carlo.
- Masrour, Karl (1977). Henri Goetz. catalogue raisonné de l'oeuvre gravé, Paris, Art Moderne.
- Bergström, Gunnar (1973). L'Ouvre gravé de Henri Goetz. texte de Christian Tisari, Stockholm, Sonet.
- Galpérine, Alexandre (1972). Goetz. Paris, Le Musée de poche Jacques Goldschmidt.
- Goetz, Henri (1969). Gravure au carborundum. Nouvelle technique de l'estampe en taille douce. Paris, Maeght.
- Bruller, Jean, alias Vercors (1958). Goetz. Paris, Le Musée de poche Jacques Goldschmidt.
- Lorsky, Jean-Roger (1952). Henri Goetz. Paris, Presses Littéraires de France.

## Spoljašnje veze
- Muzej Goetz-Boumeester u Villefranche-sur-Mer (језик: француски)
- Sajt posvećen Anriju Gecu (језик: француски)
- Galerija Hélène Trintignan, Monpelje (језик: француски)
- Galerija Hambursin-Boisanté, Monpelje (језик: француски)
- Dela Anrija Geca u Nacinalnom muzeju moderne umetnosti u Parizu (језик: француски)
- Grafike Anrija Geca (језик: француски)
- Tehnika grafike sa karborundumom (језик: француски)